# Almàs (nom)
Almàs és un nom masculí àrab (àrab: ألماس, Almās), pres directament del persa i que literalment significa ‘diamant’. Si bé Almàs és la transcripció normativa en català del nom en àrab clàssic, també se'l pot trobar transcrit Almas. Aquest nom també el duen musulmans no arabòfons que l'han adaptat a les característiques fòniques i gràfiques de la seva llengua.
Vegeu aquí personatges i llocs que duen aquest nom.